# Tormes
De Tormes is een rivier in Spanje die ontspringt bij Prado Tormejón in de Sierra de Gredos en Navarredonda de Gredos, provincie Ávila. Zij stroomt door de provincies Ávilla en Salamanca en mondt na 284 km nabij Fermoselle uit in de rivier Duero.
Door haar natuurlijke kenmerken zijn er in de zomer geen zekerheden voor water en dus heeft men in 1960 de dam van Santa Teresa aangelegd met een capaciteit van 496 miljoen kubieke meter. Dit verzekert een zekere watervoorraad voor in de zomer en voorkomt grote overstromingen in de winter.
- Biblioteca Nacional de España: XX462458
- Virtual International Authority File: 316431288